# Kapiti Coast District
Der Kapiti Coast District ist eine zur Region Wellington gehörende Verwaltungseinheit in Neuseeland. Der Rat des Distrikts, Kapiti Coast District Council (Distriktrat) genannt, hat seinen Sitz in der Stadt Paraparaumu, ebenso wie die Verwaltung des Distrikts.

## Geographie

### Geographische Lage
Der Distrikt stellt mit 731 km² reiner Landfläche den kleinsten Distrikt in der Region Wellington dar. Mit 49.104 im Jahr 2013 gezählten Einwohnern kommt der Distrikt auf eine Bevölkerungsdichte von 67,1 Einwohner pro km² und ist damit der Distrikt mit der höchsten Bevölkerungsdichte in der Region.
Die westliche Grenze des Kapiti Coast District wird von der Küstenlinie zur Tasmansee gebildet. Im Norden grenzt der Horowhenua District an, der bereits zur Region Manawatu-Wanganui gehört. Die östliche Distriktgrenze wird von dem Carterton District gebildet und in einem kleinen südöstlichen Abschnitt vom South Wairarapa District. Im Süden liegt das Stadtgebiet von Upper Hutt City und zur Küste hin liegt noch ein Teil der Grenze zur Porirua City. Die Insel Kapiti Island zählt noch zum Distrikt.
Während ein Küstenstreifen aus ebenem Land besteht, liegt der mittlere und östliche Teil des Distriktes in den Bergregionen der Tararua Range. Der Distrikt besitzt vier Städte bzw. Kleinstädte über 1000 Einwohnern, Paraparaumu mit rund 22.000 Einwohnern, Raumati mit rund 7700, Ōtaki mit rund 5600 und Paekakariki mit rund 1750 Einwohnern.

### Klima
Die mittleren Tagestemperaturen liegen im Sommer zwischen 20 °C und 23 °C in den küstennahen Regionen und bis hinunter auf 17 °C in den Bergen sowie im Winter zwischen 6 °C und unter 0 °C je nach Höhenlagen. Die Sonnenscheindauer beträgt zwischen 1900 Stunden pro Jahr bis unter 1700 Stunden pro Jahr in Berglagen. Die Niederschläge liegen zwischen 1100 mm und 1500 mm in den Küstenbereichen und über 2000 mm pro Jahr in den Bergen.

## Geschichte
Der Distrikt war ursprünglich von dem Iwi Muaupoko bewohnt. Sie wurden ab 1822 von den Ngāti Toa unter der Führung von Te Rauparaha vertrieben. Ab 1833 kamen die ersten Europäer in die Gegend und als Wellington gegründet wurde, bekam die Region mehr Zulauf durch Händler und Siedler. Unter der Leitung von William Hayward Wakefield wurde 1839 durch die New Zealand Company von den Māori Land der Küste gekauft und die ersten Siedlungen gegründet. Von 1887 bis 1896 wurde die Eisenbahnlinie an der Küste entlang gebaut, auf der ab 1906 Urlauber von den südlichen Städten an die Küste kamen und zwischen 1900 und 1906 wurde die Straße an der Küste entlang und notwendige Brücken fertiggestellt.
In den 1950er Jahren war der Flughafen von Paraparaumu, der Flughafen für die Hauptstadt Wellington. Ab den 1960er Jahren wurden einige Orte zur Stadt erhoben und verschiedene Räte gebildet. Diese wurden 1989 im Zuge der Verwaltungsreform zusammengeführt und der Kapiti Coast District Council gegründet.

## Bevölkerung

### Bevölkerungsentwicklung
Von den 49.104 Einwohnern des Distrikts waren 2013 6198 Einwohner Māori-stämmig (12,6 %). Damit lebten 1,0 % der Māori-Bevölkerung des Landes im Kapiti Coast District. Das durchschnittliche Einkommen in der Bevölkerung lag 2013 bei 25.100 NZ$, gegenüber 28.500 NZ$ im Landesdurchschnitt.

### Herkunft und Sprachen
Die Frage nach der Zugehörigkeit einer ethnischen Gruppe beantworteten in der Volkszählung 2013 88,9 % mit Europäer zu sein, 13,2 % gaben an, Māori-Wurzeln zu haben, 2,7 % kamen von den Inseln des pazifischen Raums und 3,3 % stammten aus Asien (Mehrfachnennungen waren möglich). 22,2 % der Bevölkerung gab an, in Übersee geboren zu sein und 3,9 % der Bevölkerung sprachen Māori, unter den Māori 24,7 %.

## Politik

### Verwaltung
Der Kapiti Coast District ist seinerseits noch einmal in vier Wards eingeteilt, wobei fünf der insgesamt zehn Councillors (Ratsmitglieder) distriktweit gewählt und die anderen fünf in den Wards per Wahl bestimmt werden. Aus den Wards werden zwei Councillors von dem Paraparaumu Ward in den Rat entsandt und je einer aus dem Ōtaki Ward, dem Paekākāriki/Raumati Ward und dem Waikanae Ward. Zusammen mit dem Mayor (Bürgermeister) bilden sie den District Council (Distriktsrat). Der Bürgermeister und die zehn Ratsmitglieder werden alle drei Jahre neu gewählt.

## Wirtschaft
Die beiden Wirtschaftszweige mit dem höchsten Anteil am Gross Domestic Product (GDP) (Bruttoinlandsprodukt) des Distriktes sind der Immobilienmarkt mit 11,4 % und der Bereich des produzierenden Gewerbes mit 10,4 %, gefolgt von dem Gesundheitssystem mit 9,2 % und dem Baugewerbe mit 8,5 %.

## Infrastruktur

### Verkehr
Verkehrstechnisch angebunden ist der Distrikt durch den New Zealand State Highway 1, der den Distrikt in Nord-Süd-Richtung durchquert, und durch den North Island Main Trunk Railway, der parallel zum State Highway 1 verläuft und durch die an der Küste liegenden Städte führt.